# Жёлтая мантелла
Жёлтая мантелла (лат. Mantella crocea) — лягушка из рода Mantella семейства Mantellidae. Родственник зелёной мантеллы. Эндемик Мадагаскара. Это самый мелкий вид мантелл. Самки имеют длину 24 мм, самцы — не более 20 мм. Своим внешним видом она похожа на крошечную европейскую бурую лягушку.

## Ареал
Обитают в окрестностях Андасибе и Мураманга на Мадагаскаре.